# Maydan-Wardak
Maydan-Wardak (também Vardak, Wardag ou Vardag; em persa: وردك) é uma província do Afeganistão. Sua capital é a cidade de Maydan Shahr.

## Distritos
A província de Maydan-Wardak está dividida em 7 distritos:
- Chaki Wardak
- Day Mirdad
- Hisa-l-Awali Bihsud
- Jalrez
- Markasi Bihsud
- Nirkh
- Sayd Abad